# Nyikoa
Nyikoa is een geslacht van spinnen uit de familie trilspinnen (Pholcidae).

## Soorten
Het geslacht kent de volgende soort:
- Nyikoa limbe Huber, 2007